# 이와나가촌
이와나가촌(岩永村)은 일본 야마구치현 미네군에 설치되었던 촌이다. 현재의 미네시의 일부에 해당한다.